# Conde de Vinhó
Conde de Vinhó depois Conde de Vinhó e Almedina é um título nobiliárquico criado por D. Carlos I de Portugal, por Decreto de 9 de Maio de 1906, em favor de António Homem Machado de Figueiredo de Abreu Castelo Branco.
Titulares
1. António Homem Machado de Figueiredo de Abreu Castelo Branco, 1.º Conde de Vinhó, depois de Vinhó e Almedina.